# فروغ قجابگلی
فروغ قجابگلی (زاده ۱۴ اردیبهشت ۱۳۴۹، دزفول) بازیگر تئاتر، تلویزیون و سینما اهل ایران است.
فروغ قجابگلی در سال ۱۳۷۸ به صورت رسمی وارد سینما شد و در فیلم سینمایی متولد ماه مهر ساخته احمدرضا درویش به ایفای نقش پرداخت. بازیگری در تلویزیون را با سریالهای خانه ای در تاریکی سعید سلطانی و خاک سرخ ابراهیم حاتمی کیا شروع کرد. همچنین وی فعال حوزه آموزش و هنر کودکان است.
اتوبوس کودک،صلح،شادی “ فروغ قجابگلی طراح اتوبوس شادی صلح هنر میباشد ایشان طی تحقیقات و پژوهش پنج ساله ای در زمینه ی هنرهای گوناگون  برای فرهنگ شادی و تفریح  در میان کودک و نوجوان  و خانواده ایرانی اینبار از طریق هنر تاتر  اقدام کردند  اتوبوس شادی  در سالهای ۸۷و ۸۸و۸۹ در جشنواره ی بین المللی تاتر فجر به حرکت در آمد با برنامه های آموزشی تفریحی  بر مبنا  شادی فرزندان این مرز و بوم .
 این اتوبوس در روز جهانی کودک درسالهای متمادی در خانه هنرمندان تهران ،استان خوزستان و پارک شهر تهران فعالیت نموده است[۵]

## فیلم‌شناسی

### سینما
| سال  | نام فیلم        | کارگردان         | نقش  |
| ---- | --------------- | ---------------- | ---- |
| ۱۳۷۸ | متولد ماه مهر   | احمدرضا درویش    |      |
| ۱۳۸۷ | صندلی خالی      | سامان استرکی     |      |
| ۱۳۸۴ | چهارشنبه سوری   | اصغر فرهادی      |      |
| ۱۳۸۷ | دنده معکوس      | حسن فتحی         |      |
| ۱۳۸۹ | خواب است پروانه | مزدک میرعابدینی  |      |
| ۱۳۸۹ | خاله سوسکه      | نادره ترکمانی    |      |
| ۱۳۸۹ | روشن خاموش روشن | محمدرضا چارکچیان |      |
| ۱۳۹۷ | یلدا            | مسعود بخشی       |      |
| ۱۳۹۷ | تهران شهر عشق   | علی جابر انصاری  | مینا |
| ۱۳۹۸ | اتاق تاریک      | محمدحسین مهدویان |      |
| ۱۳۹۹ | میجر            | احسان عبدی پور   |      |

### مجموعه تلویزیونی
| سال  | عنوان                 | کارگردان                | نقش         |
| ---- | --------------------- | ----------------------- | ----------- |
| ۱۳۷۵ | به رنگ صدف            | عباس رنجبر              | زن رمال     |
| ۱۳۷۷ | گوهر کمال             | عباس رنجبر              |             |
| ۱۳۷۹ | خاک سرخ               | ابراهیم حاتمی‌کیا        |             |
| ۱۳۸۲ | خانه ای در تاریکی     | سعید سلطانی             |             |
| ۱۳۸۵ | به دنیا بگویید بایستد | محمدرضا آهنج            |             |
| ۱۳۸۷ | مسافرخانه سعادت       | محمد رحمانیان           |             |
| ۱۳۸۷ | بلندگوهای افسانه ای   | محمد رحمانیان           |             |
| ۱۳۹۴ | قرعه                  | برزو نیک نژاد           | سوری‌خانم    |
| ۱۳۹۵ | علی‌البدل              | سیروس مقدم              | فروغ        |
| ۱۳۹۸ | هم گناه               | مصطفی کیایی             | زن عمو هدیه |
| ۱۴۰۰ | یاور                  | سعید سلطانی، اصغر نعیمی |             |
| ۱۴۰۰ | زیرخاکی ۲             | جلیل سامان              |             |
| ۱۴۰۲ | نیکان                 |                         |             |

### نمایش خانگی
| سال  | عنوان      | کارگردان      | نقش |
| ---- | ---------- | ------------- | --- |
| ۱۴٠۱ | آفتاب پرست | برزو نیک نژاد |     |

## گزیده تئاتر
کوکوی کبوتران حرم
قاتلانه عاشقانه عامدانه
خاطرات و کابوس‌های یک جامه دار
باغ دلگشا
خرقه ارغوانی
‏حصیر خونین
‏راز چشمه
‏گلی در خارستان
‏خواستگاری
‏سرود مبارزان
‏مستانه
‏یک ستاره بیرون
‏مفر
‏مضحکه پهلوان و نوبهار
‏چنانت دوست می‌دارم
‏خط
‏دور گردون
‏مضحکه شبیه قتل
‏سیزده
‏اعترافاتی درباره زنان
‏تیاتر اجباری
‏چراغ‌ها را خاموش نکنید
‏دینه گومارو
‏روزی روزگاری آبادان
‏شب مویه‌ها
‏تکیه ملت
‏وزیرخان لنگران
‏خیال روی خطوط موازی
طراح اتوبوس کودک،صلح و شادی

## جوایز
- بهترین بازیگر زن نهمین جشنواره بین‌المللی فیلم پکن[۷][۸]
- بهترین بازیگر زن سال تئاتر برای تئاتر مضحکه ای شبیه قتل در نخستین جشن خانه تئاتر
- دیپلم افتخار و تندیس بهترین بازیگر زن برای تئاتر خط در هشتمین جشنواره تئاتر دفاع مقدس
- دیپلم افتخار و تندیس بهترین بازیگر زن برای تئاتر دور گردون در نهمین جشنواره تئاتر دفاع مقدس
- دریافت جایزه بازیگر زن برای تئاتر آخرین مروارید در نوزدهمین جشنواره بین‌المللی تئاتر فجر
- دریافت جایزه بازیگر زن برای تئاتر آپارتمان در ششمین جشنواره تئاتر دفاع مقدس